# Cargolux

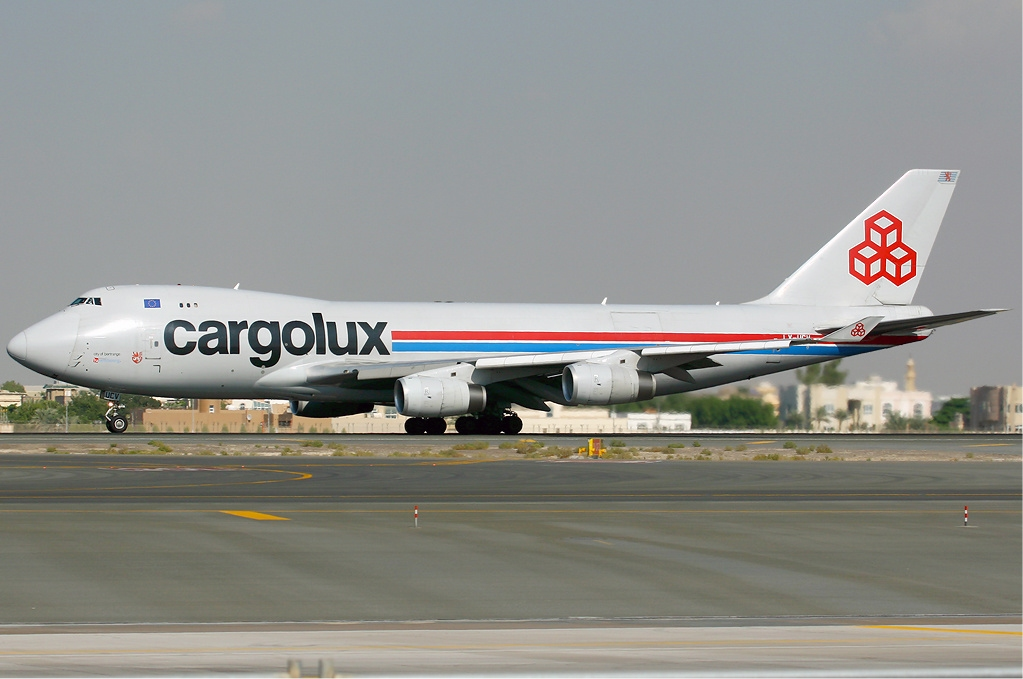
Imagem ilustrativa

A Cargolux (Cargolux Airlines International SA), é uma empresa de carga aérea luxemburguesa com sede no Aeroporto Internacional de Luxemburgo-Findel em Sandweiler, Luxemburgo. É uma das maiores companhias aéreas de transporte de carga da Europa.

## Frota
A frota da Cargolux consiste nas seguintes aeronaves em Abril de 2015:
| Aeronave          | Em Operação | Pedidos | Notas |
| ----------------- | ----------- | ------- | ----- |
| Boeing 747-400BCF | 2           |         |       |
| Boeing 747-400ERF | 1           |         |       |
| Boeing 747-400F   | 5           | —       |       |
| Boeing 747-8F     | 12          | 2       |       |
| Total             | 20          | 2       |       |

Frota anterior:
- Canadair CL-44D4-1
- Douglas DC-8-63CF
- Boeing 707-300C
- Boeing 747-100F
- Boeing 747-200F